# XDCAM
XDCAM és la sèrie de productes per a enregistrament de vídeo utilitzant mitjans no lineals, introduïda per Sony en 2003. Existeixen quatre línies de productes diferents —XDCAM SD, XDCAM HD, XDCAM EX i XDCAM HD422— que difereixen en els tipus de codificador utilitzat, la grandària de la imatge, el tipus de contenidor i els suports d'enregistrament.
Cap dels nous productes ha fet obsoletes les línies anteriors de productes. Sony sosté que els diferents formats dins de la família XDCAM han estat dissenyats per complir amb diferents aplicacions i les limitacions pressupostàries. El rang de productes XDCAM inclou càmeres i reproductors els quals fan les funcions dels tradicionals magnetoscopis, fent possible que els discos XDCAM puguin ser utilitzats juntament amb els sistemes tradicionals basats en cintes. Aquests reproductors poden servir com a unitats d'accés aleatori per importar fàcilment els arxius de vídeo en sistemes d'edició no lineal (NLE) a través de IEEE 1394 i Ethernet.
Al setembre del 2008, JVC va anunciar la seva aliança amb Sony per suportar el format XDCAM EX.
L'agost del 2009, Convergent Design va començar la producció del nanoFlash Portable Recorder, que utilitza el codec de Sony XDCAM HD422.

## Mètodes de compressió

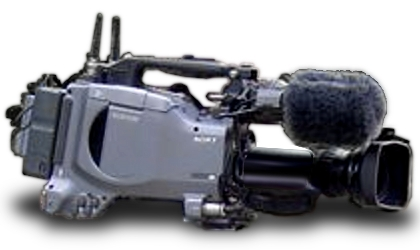
XDCAM Camcorder (DVCAM) PDW-510

El format XDCAM utilitza diversos mètodes de compressió, formats i resolucions. El vídeo es grava amb esquemes de compressió DV, MPEG-2 o MPEG-4. DV és utilitzat per a vídeo de definició estàndard (SD), MPEG-2 s'utilitza tant per a vídeo d'alta definició (HD) com a estàndard, mentre que MPEG-4 és utilitzat com vídeo intermediari.
L'àudio és gravat com PCM sense compressió per a tots els formats excepte per al vídeo servidor intermediari, que utilitza una compressió tipus A-Low. L'equip que utilitza el Professional Disc com a suport d'enregistrament compta amb contenidors MXF d'àudio / vídeo.
Les càmeres de vídeo graven vídeo amb format XDCAM EX en encapsulat MP4 d'alta definició d'àudio i vídeo, i AVI-DV també en MP4 en definició estàndard. Les càmeres de vídeo JVC que fan servir XDCAM EX com a format d'enregistrament també són capaços de gravar en un contenidor QuickTime a més d'usar contenidor MP4.

## Formats d'enregistrament
MPEG IMX permet l'enregistrament en definició estàndard, usant codificació MPEG-2 amb taxes de dades de 30, 40 o 50 megabits per segon. A diferència de la majoria de les implementacions de MPEG-2, IMX fa servir compressió intra-quadre, amb cada quadre tenint exactament la mateixa mida en bytes per simplificar l'enregistrament en cinta. Sony afirma que, a 50 Mbit / s, ofereix una qualitat visual que és comparable a la del Betacam Digital. MPEG IMX no és suportat per la gamma de producte XDCAM EX. DVCAM fa servir codificació DV estàndard, a 25 Mbit / s, i és compatible amb la majoria dels sistemes d'edició. Alguns camcorders que permeten l'enregistrament DVCAM poden gravar vídeo d'escombrat progressiu. MPEG HD s'usa en totes les gammes de producte, excepte en XDCAM SD. Aquest format suporta múltiples mides de quadre, freqüències de quadre, tipus d'escombrat i qualitats. Depenent de la gamma de producte o d'un model en particular, pot ser que no totes les maneres d'aquest format estiguin disponibles.
MPEG HD422 duplica la resolució de color, comparat amb les anteriors generacions de formats d'alta definició XDCAM. Per acomodar el detall de color millorat, el flux de vídeo s'ha augmentat a 50 Mbit / s.
Proxy AV s'usa per gravar vídeos intermediaris de baixa resolució. Aquest format empra codificació de vídeo MPEG-4 a 1.5 Mbit/s (resolució CIF), amb 64 kbit/s (8 kHz A-law, qualitat ISDN) per a cada canal d'àudio.
| Nom de suport | Format      | Codificació de vídeo | Profunditat de bits | Mostreig de color | Grandària de quadre | Freqüència de quadre i tipus d'escombratge | Flux de vídeo, Mbit/         | Codificació d'àudio                           |
| ------------- | ----------- | -------------------- | ------------------- | ----------------- | ------------------- | ------------------------------------------ | ---------------------------- | --------------------------------------------- |
| DVCAM         | MXF, DV-AVI | DV                   | 8                   | 4:2:0             | 720x576             | 25i, 25                                    | 25 (CBR)                     | PCM 4 ch/16 bit/48 kHz                        |
| DVCAM         | MXF, DV-AVI | DV                   | 8                   | 4:1:1             | 720x480             | 29.97i, 29.97                              | 25 (CBR)                     | PCM 4 ch/16 bit/48 kHz                        |
| MPEG IMX      | MXF         | MPEG-2 422P@ml       | 8                   | 4:2:2             | 720x576             | 25i, 25                                    | 30 (CBR), 40 (CBR), 50 (CBR) | PCM 8 ch/16 bit/48 kHz, or 4 ch/24 bit/48 kHz |
| MPEG IMX      | MXF         | MPEG-2 422P@ml       | 8                   | 4:2:2             | 720x480             | 29.97i, 29.97p, 23.98                      | 30 (CBR), 40 (CBR), 50 (CBR) | PCM 8 ch/16 bit/48 kHz, or 4 ch/24 bit/48 kHz |
| MPEG HD       | MXF,MP4     | MPEG-2 MP@HL         | 8                   | 4:2:0             | 1920x1080           | 29.97i, 25i, 29.97p, 25p, 23.98            | 35 (VBR)                     | PCM 4 ch/16 bit/48 kHz                        |
| MPEG HD       | MXF,MP4     | MPEG-2 MP@HL         | 8                   | 4:2:0             | 1440x1080           | 29.97i, 29.97p, 23.98p (pulldown), 25      | 18 (VBR), 25 (CBR), 35 (VBR) | PCM 4 ch/16 bit/48 kHz                        |
| MPEG HD       | MXF,MP4     | MPEG-2 MP@HL         | 8                   | 4:2:0             | 1280x720            | 59.94p, 29.97p, 23.98p, 50p, 25            | 25 (CBR), 35 (VBR), 19 (CBR) | PCM 4 ch/16 bit/48 kHz                        |
| MPEG HD422    | MXF         | MPEG-2 422P@hl       | 8                   | 4:2:2             | 1920x1080           | 29.97i, 25i, 29.97p, 25p, 23.98            | 50 (CBR)                     | PCM 8 ch/24 bit/48 kHz, or 4 ch/24 bit/48 kHz |
| MPEG HD422    | MXF         | MPEG-2 422P@hl       | 8                   | 4:2:2             | 1280x720            | 59.94p, 50p, 23.98p (pulldown)             | 50 (CBR)                     | PCM 8 ch/24 bit/48 kHz, or 4 ch/24 bit/48 kHz |
| Proxy         | ?           | MPEG-4 Part-2 (ASP)  | 8                   | ?                 | CIF (50i - 352x288) | ?                                          | 1.5                          | A-Law 4 ch/8 bit/8 kHz                        |